# Nesoenas picturata

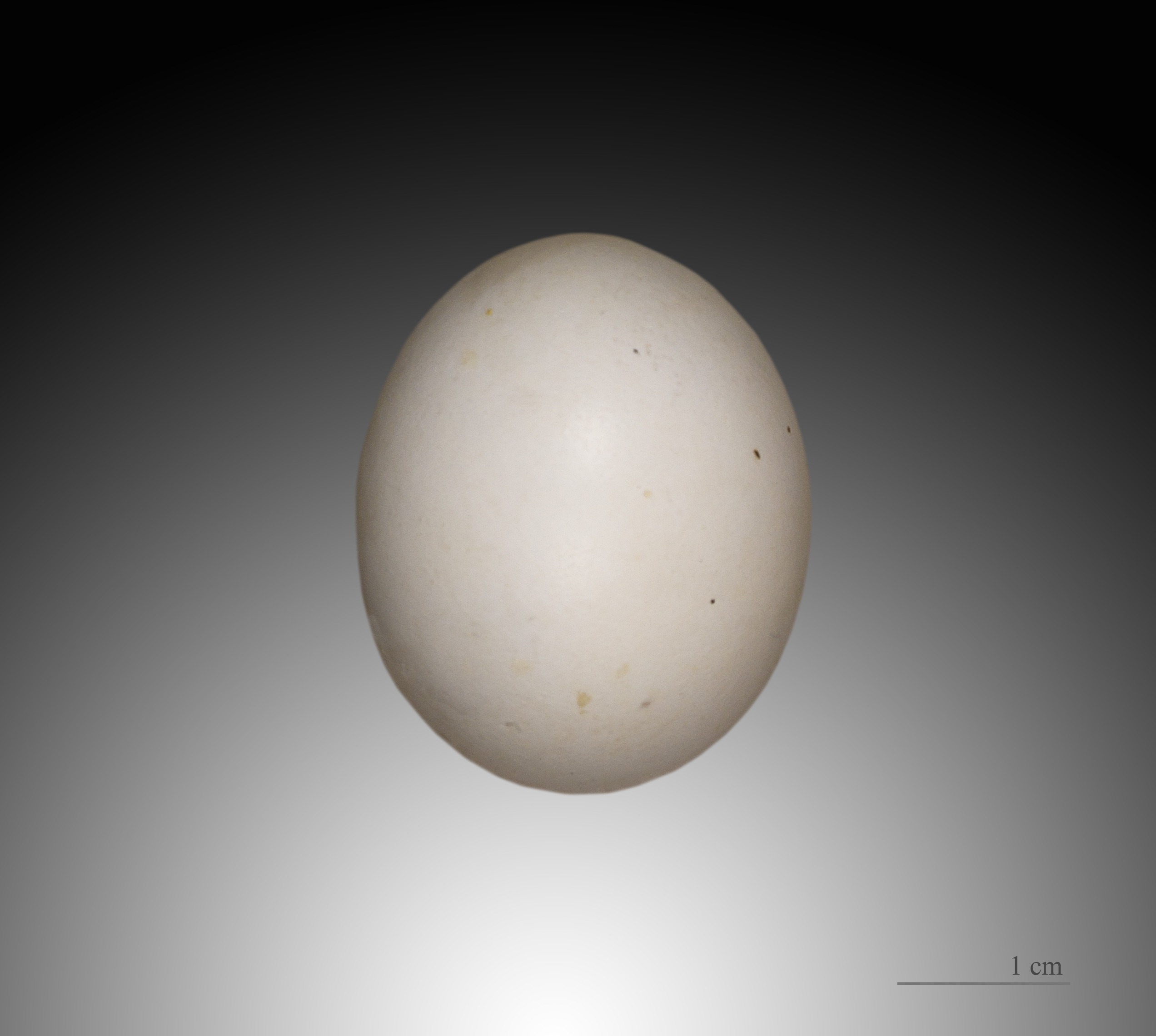
Nesoenas picturata

Nesoenas picturata é uma espécie de ave da família Columbidae. É um monotípico dentro do género Nesoenas.
Pode ser encontrada nos seguintes países: Território Britânico do Oceano Índico, Comores, Madagáscar, Maurícia, Mayotte, Reunião e Seychelles.